# 尼德格教堂
尼德格教堂（Nydeggkirche）是一座归正会教堂，位于瑞士伯尔尼老城东部边缘的尼德格区。

## 历史

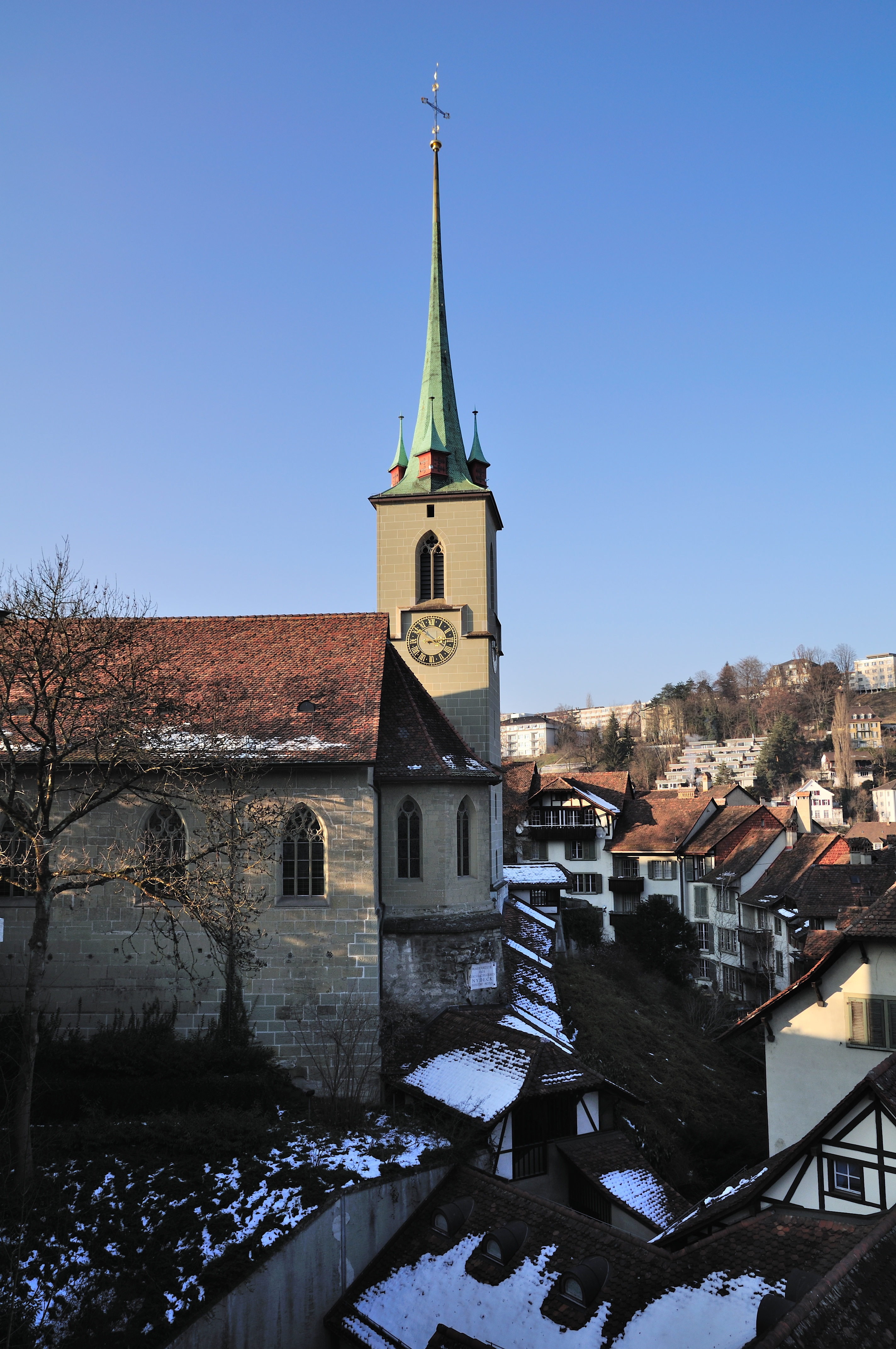
尼德格教堂

1191年伯尔尼在阿勒河半岛上建城时，宰林根公爵在其东端建造了尼德格城堡。宰林根家族绝嗣后，城堡由市民控制，并于1268年/70年被夷为平地，改建房屋。1341年至1346年，建造了一座小教堂。1480年到1483年，增建了塔楼，1493年到1504年，又增加了一个中殿。1529年新教改革后，尼德格教堂改成木桶，木材和粮食仓库。1566年再次用于宗教场所，成为伯尔尼大教堂的分堂。今天该堂会是伯尔尼-汝拉-索洛图恩州归正会的一部分。
1995年7月8日，尼德格教堂的牧师Bäumlin Klaus（出生于1938年）为一对同性伴侣举行祝福仪式，引发了一场媒体风暴。

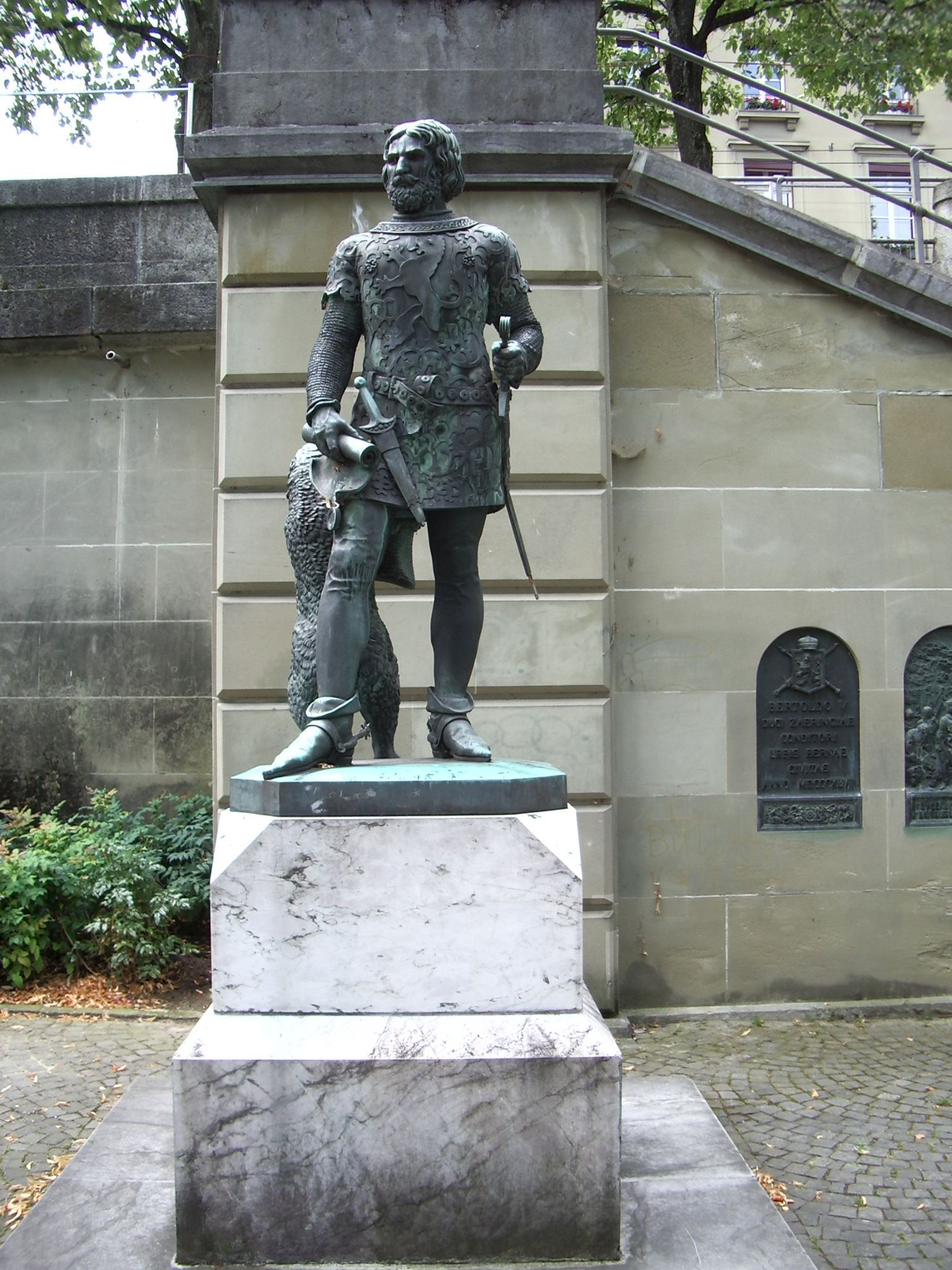
宰林根纪念碑

## 青铜浮雕

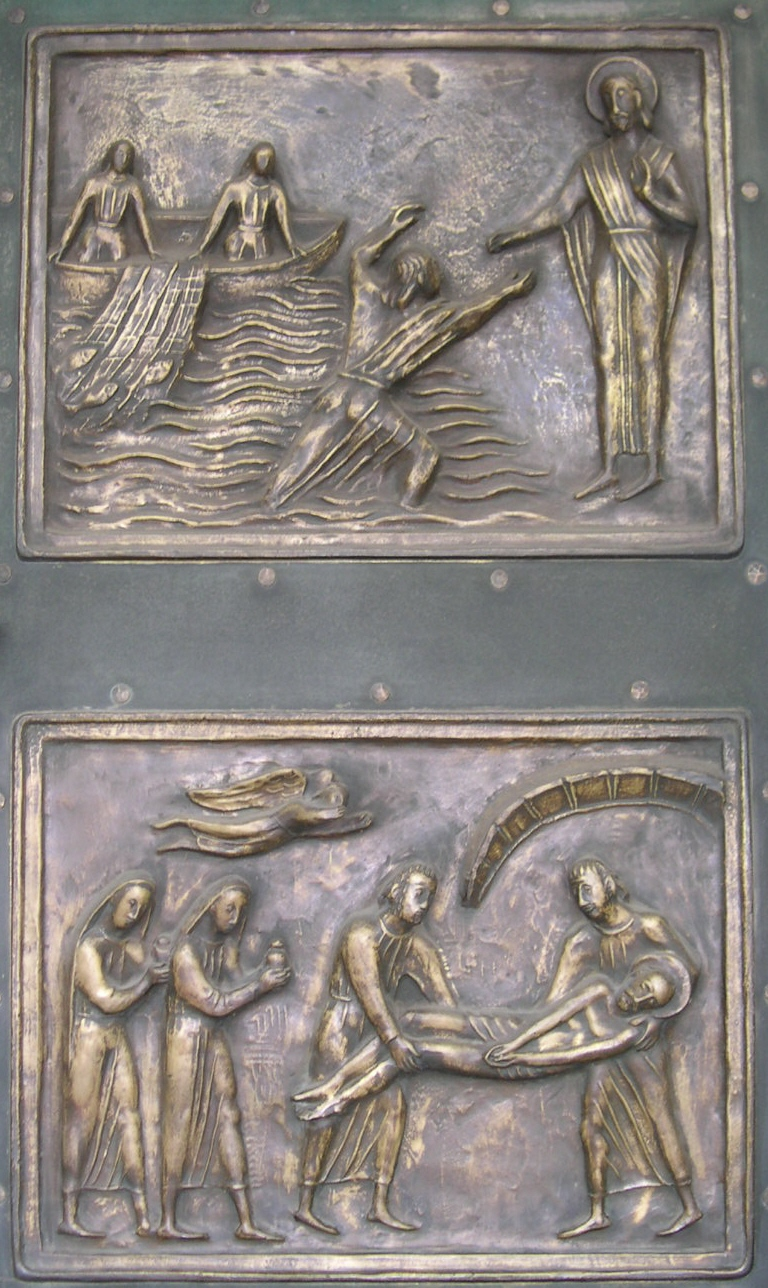

1951年到1953年，该堂进行翻修，正门和尼德格桥入口增加了Marcel Perincioli的青铜浮雕，灵感来自维罗纳的圣柴诺圣殿和希尔德斯海姆主教座堂。
大门上描绘耶稣的生活和工作的场景，在左翼，从上到下：
- 向牧羊人宣告耶稣的诞生（路加福音2：8-14）
- 耶稣的洗礼（马可福音1：1-11）
- 登山布道（马太福音5-7）
- 治愈瘫子（马可福音2：1-12）

右翼：
- 耶稣在伯利恒的马槽中诞生（路加福音2）
- 耶稣受诱惑（马可福音1:12 f。）
- 食饱五千人的神迹（马可福音6：30-44）
- 拉撒路复活（约翰福音11:17 ff）

在“Brückentüre”在左翼，从上到下是以下场景：
- 妇人来到耶稣的坟墓（马可福音16：1-8）
- 耶稣在彼拉多前受审（马可福音15：1-5）
- 洗脚（约翰福音13：1-20）
- 在伯大尼的膏抹（约翰福音12：1-10）

右翼：
- 复活的基督在加利利海（约翰福音21：1-14）
- 耶稣的埋葬（约翰福音19：38-42）
- 耶稣在客西马尼（马可福音14：32-42）
- 耶路撒冷的入口（约翰福音12：12-19）